# پیت د پاپ
پیت دِ پاپ (انگلیسی: Pete the Pup؛ ‏ اصلی: ۱۹۲۴ - ژوئن ۱۹۳۰؛ پیت دوم: ۹ سپتامبر ۱۹۲۹–۲۸ ژانویهٔ ۱۹۴۶) شخصیتی در فیلم‌های کمدی دارودسته ما به سرپرستی هال روچ (که بعداً به نام «ناقلاهای شیطون کوچولو» شناخته شدند) در دهه ۱۹۳۰ بود که با نام دیگر «پیت، سگی با حلقهٔ دور چشم» یا به اختصار «پیتی» هم شناخته می‌شد. پیت اصلی (از تبار سگ «بلک جک» متعلق به تودور) یک پیت بول تریر آمریکایی شناسنامه‌دار و ثبت‌شده در «یونایتد کنل کلاب» به نام «پال، سگ شگفت‌انگیز» بود و یک حلقهٔ طبیعی نیمه‌تمام به‌دور چشم چپ خود داشت که از رنگ مصنوعی برای تکمیل آن حلقه استفاده می‌شد. پیت دوم یک پیت بول تریر آمریکایی به نام «پیترِ لوسینی» بود. دایرهٔ دور چشم او توسط چهره‌پرداز سینمای آمریکا ماکس فاکتور اضافه شده بود.
«پال، سگ شگفت‌انگیز» نخستین بار در سال ۱۹۲۵ و زمانی که ۶ ماهه بود در فیلم هارولد لوید به دانشگاه می‌رود ظاهر شد. پال پیش‌تر در دهه ۱۹۲۰ در نقش شخصیت «تیج» در سریال باستر براون بازی می‌کرد. در این زمان بود که او حلقهٔ دور چشم خود را به دست آورد و هنگامی که در اواخر همان سال برای حضور در کمدی‌های دارودسته ما استخدام شد، هال روچ این شخصیت را حفظ کرد و یکی از شناخته شده‌ترین سگ‌های تاریخ سینما را خلق کرد.
پس از مسموم شدن پال و درگذشتش در سال ۱۹۳۰، مربی و مالک دیگری به نام ستوان هَری لوسینی از یکی از توله‌های پال برای نقشِ شخصیت پیت استفاده کرد. این سگ که «پیترِ لوسینی» نام دارد توسط «اِی. اِی. کلر» پرورش یافته‌است. پیت دوم بسیار شبیه به پیت اول و اصلی بود اما یک تصویر آینه‌ای از او بود؛ یعنی در «پیت» اصلی، دایره دور چشم راست و در «پیت» دوم (اوله اش) دایره دور چشم چپ بود.

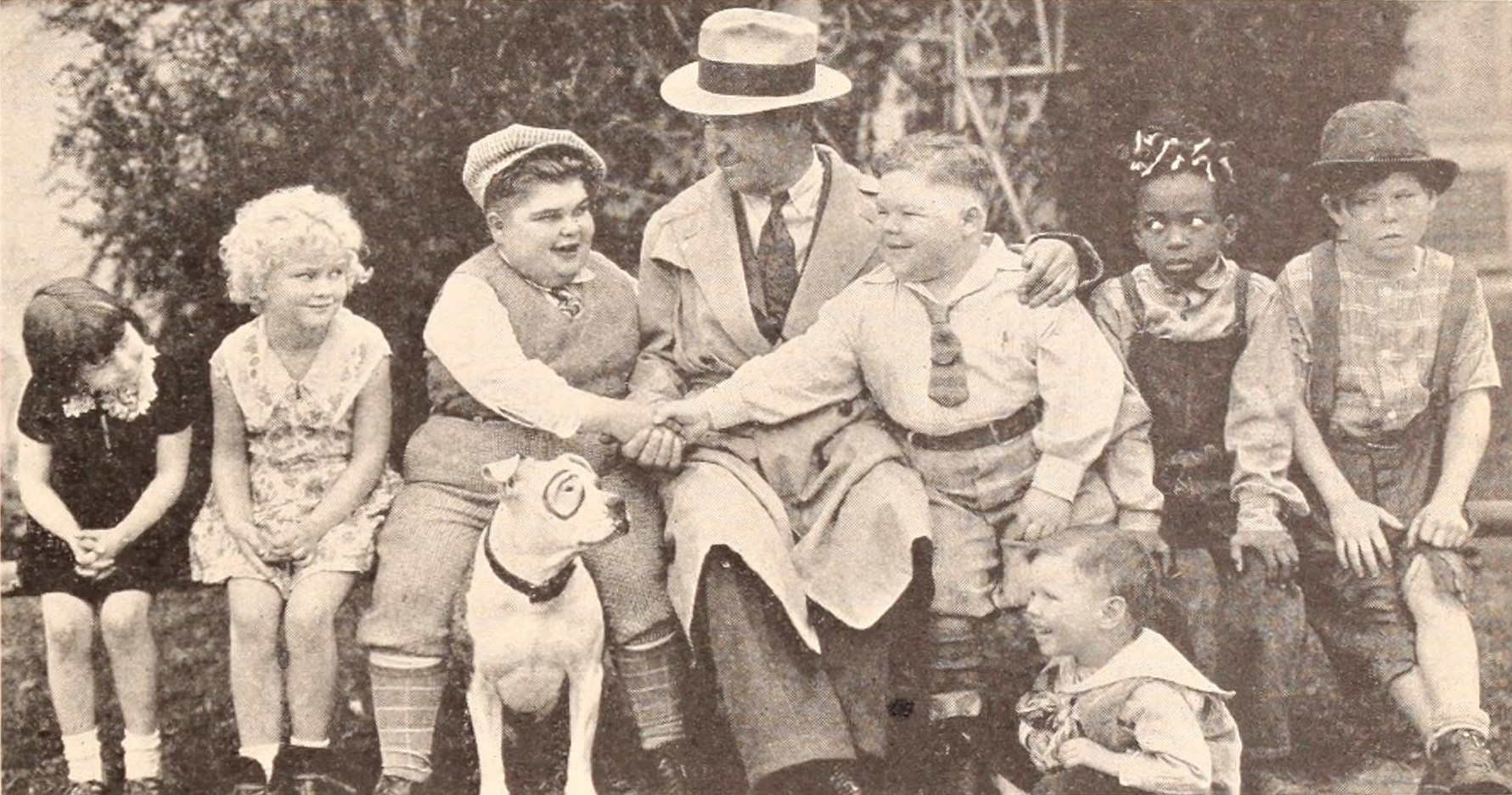
«پال، سگ شگفت‌انگیز» در نقش «پیت» در کنار بازیگران دارودسته ما و کارگردان سینما رابرت اف. مک‌گاون

این شخصیت در کارتون‌های تلویزیونی کودکان هم تصویر شده‌است و به‌عنوان مثال در شیطون‌های کوچولو توسط پیتر کالن صداپیشگی شده‌است. در فیلم سینمایی شیطون‌های کوچولو شخصیت «پیت» را یک بولداگ آمریکایی ایفا کرده‌است و در فیلم شیطون‌های کوچولو جلوی فاجعه را گرفتند نقش این شخصیت را یک سگ دورگه بازی کرده‌است.
هال روچ تا سال ۱۹۳۸ از تعدادی سگ متفرقه برای به تصویر کشیدن شخصیت «پیت» در فیلم‌های دارودسته ما استفاده کرد. «پیترِ لوسینی» تا مدتی به کارش ادامه داد و در ۲۸ ژانویه ۱۹۴۶ در لس آنجلس، در سن ۱۶ سال و ۴ ماهگی، (دو سال پس از پایان مجموعه فیلم‌های دارودسته ما) بر اثر کهولت سن درگذشت. «پیت» را در پارک یادبود حیوانات خانگی لس آنجلس در کَلَباسِس لس آنجلس به خاک سپردند.
از دیگر فیلم‌هایی که این شخصیت در آن دیده می‌شود، جواهرات مسروقه است.